# Reocín
Reocín è un comune spagnolo di 8.120 abitanti situato nella comunità autonoma della Cantabria, al centro della comarca di Saja-Nansa, entro la valle del fiume Saja. È composto da 12 centri abitati il più popolato dei quali è il capoluogo Puente San Miguel che dista 31 km da Santander e solo 2 km da Torrelavega, importante centro industriale.
Il suo nome si fa derivare dall'appellativo dato al fiume Saja di Rio Focin (fiume tortuoso) da cui si ha Riocin e alla fine Reocín.
La sua economia si basa oltre che sull'agricoltura e l'allevamento del bestiame, sul commercio e sull'industria favorita dalla vicinanza di Torrelavega le cui imprese impiegano anche personale dei comuni vicini. Nel territorio comunale esistevano giacimenti di calamina, da cui si ricava lo zinco, dai quali si estrasse il minerale fino al 2003. L'amministrazione comunale punta a sviluppare l'industrializzazione e per favorire insediamenti di nuove imprese ha messo a disposizione degli eventuali imprenditori un vasto terreno urbanizzato chiamato Parque Empresarial del Besaya.

## Storia
Alcune grotte con graffiti rupestri esistenti nel territorio carsico comunale e la vicina famosa grotta di Altamira attestano che la presenza umana nella zona risale al paleolitico. Resti archeologici testimoniano poi l'esistenza di centri abitati nelle valli dei diversi fiumi della Cantabria sia di popolazioni celtiche che dei Romani che furono poi impegnati duramente da queste popolazioni con una guerriglia che durò molti anni e richiese l'intervento diretto di Augusto. Nell'escavazione delle miniere di calamina si sono trovati arnesi di lavoro e monete dell'epoca imperiale di Roma che inducono ad affermare che già i Romani sfruttavano i giacimenti del minerale di zinco che poi esportavano dal Portus Blendium, l'attuale Suances.
Nel medioevo si ebbe la formazione di alcuni piccoli centri abitati di cui si hanno documenti nel IX e X secolo, il potere sul territorio era nelle mani del re e degli ecclesiastici, in particolare della potente Abbazia di Santillana. Il paese di Puente San Miguel è citato in un documento del 1236 e in un altro della stessa epoca si parla della valle del rio Focin che prese poi il nome di Valle de Reocin. Nel XIV e XV secolo i paesi delle Valli erano territorio realengo, cioè dipendente direttamente dal re e godevano del regime di behetria che prevedeva la possibilità per gli abitanti di eleggere gli alcaldes e i Consigli, che amministravano civilmente e penalmente la popolazione costituita da "uomini liberi", regolando l'uso dei pascoli, lo sfruttamento dei boschi difendendone le ragioni. I consigli si riunivano all'aperto e le riunioni erano indette col suono delle campane delle chiese. A scopi difensivi questi consigli si riunirono in una Junta o Ayuntamiento general che aveva a capo un alcalde. Tutti i consigli della valle si unirono nella cosiddetta Merindad de las Asturias de Santillana che si riuniva a Santillana del Mar.
Approfittando della debolezza del re e della decadenza delle abbazie s'impose il potere feudale delle signorie che si comportarono prepotentemente nei confronti della popolazione delle Valli che, private di ogni forma di autogoverno, nel 1439 si rivolsero al re denunciando lo strapotere del feudatario reale Íñigo López de Mendoza, marchese di Santillana. Il re Giovanni II di Castiglia non accolse le proteste dei valligiani e confermò i diritti di Iñigo Lopez de Mendoza. Nel frattempo però il Marchese di Santillana e suo figlio Diego Hurtago de Mendoza, il futuro Duca del Infantado, invasero con le loro truppe il territorio delle Valli imponendo la loro signoria. Di fronte al comportamento del re che non prese alcun provvedimento per restituire il potere di autogoverno ai consigli delle valli, questi adirono alle vie legali, ebbe inizio così il cosiddetto Pleito de los Valles, processo che con fasi alterne durò oltre un secolo e si concluse solo nel 1556 con la sentenza della Real Chancilleria di Valladolid che diede ragione ai comuni delle Valli. Liberatisi dello strapotere signorile, questi comuni costituirono la provincia de los nueve Valles i cui abitanti erano "uomini liberi" e i consigli avevano il diritto di porsi sotto la protezione militare di qualche signore o di qualche abbazia previo pagamento di un tributo. Reocín fece parte di questa provincia.
Con la riforma amministrativa del regno di Spagna nella prima metà del XIX secolo che pose fine al regime feudale Reocín divenne nel 1835 comune costituzionale entro gli attuali confini e con capoluogo Puente San Miguel. Come gli altri comuni delle Valli entrò a far parte della provincia della Cantabria. La riforma dello stato che pose fine alla dittatura dopo la morte di Francisco Franco e che risolse il problema regionale, divise la Spagna in 17 comunità autonome con proprio parlamento e amministrazione con prerogative diverse. I territori delle Valli, e quindi anche quelli di Reocín, fecero parte della comunità autonoma e della provincia di Cantabria. Nel 1853 fu scoperto il giacimento di minerale di zinco più grande d'Europa e se ne iniziò lo sfruttamento intensivo. La popolazione del comune, per effetto dell'immigrazione causata soprattutto dall'industrializzazione dei comuni vicini, è notevolmente aumentata nell'ultimo secolo passando dai 2.750 abitanti del 1900 ai 6.999 del 2001 e agli 8.210 del 2008.

## Monumenti e luoghi d'interesse
La Iglesia Parroquial di Valles, chiesa con resti romanici, la Iglesia Parroquial di Barcenaciones del XVI secolo, la Capilla de San Benito a Barcenaciones del XVIII secolo, la Capilla de San Miguel a Puente San Miguel del 1733 su un'antica chiesetta, la Capilla de San José del XVII secolo a Cerrazo, la Ermita de San Adrián del 1654 a Valles su un'antica costruzione romanica, la Ermita de San Pedro del XVII secolo a Puente San Miguel, la Ermita de Ángel de Guarda del XVIII secolo ristrutturata nel 1922 a Villapresente, la Ermita de Buen Suceso del XVIII secolo a Quijas e le chiese di San Ginés a Cerrazo del XVII secolo, San Juan Bautista del XVII secolo a Barcenaciones, San Andrés del XVIII secolo a Cerrazo, Parrocchiale di Villapresente del XVIII secolo, San Miguel a Puente San Miguel del 1969, San Esteban nella località omonima del XVII secolo, Parrocchiale di Helguera del 1971.
Dell'architettura civile sono da ricordare: la Torre y Palacio de Bustamante nella località di Quijas, le Casonas solariegas del XVII e XVIII secolo in diverse località del comune, la Finca de Puente San Miguel della famiglia Botin-Sanz de Sautola (la finca è un podere con casa padronale).
Numerose sono le Cuevas, grotte e cavità alcune delle quali decorate con arte rupestre preistorica. Fra queste le più notevoli sono La Lora e quella della Estacion scoperte all'inizio del XX secolo e dichiarate Bien de Interés Cultural per proteggerle da possibili vandalismi.

## Feste
Come in tutta la Spagna ogni località ha le sue feste, religiose e laiche insieme. Nel municipio di Reocín si festeggiano il 13 giugno San Antonio, ad Helguera il 16 giugno San Adrian, a Valles, il 24 giugno San Juan a Villapresente, l'11 luglio San Benito a Puente San Miguel festa dichiarata di interesse regionale, il 27 luglio El Carmen a Villapresenta, il 15 e 16 agosto Las lofradias y San Roque a Carancesa, il 24 e 25 agosto San Vitores a Veguilla, il 25 agosto San Ginés a Cerrazo, il 29 agosto San Juan a Golbardo, il 30 agosto Santos Martires a Quijas, il giorno 8 settembre N.tra S.ra de Consolacion a Quijas, il 29 settembre San Miguel Arcangel a Puente San Miguel, il 4 dicembre Santa Barbara nel quartiere omonimo di Puente San Miguel.
Il 28 luglio si celebra il Dia de la costitucion de Cantabria , l'anniversario della costituzione della provincia di Cantabria che ebbe luogo in Puente San Miguel il 28 luglio del 1778. Dopo la messa solenne c'è l'alzabandiera della Cantabria e, terminate le celebrazioni ufficiali, c'è la parte ludica e folcloristica della festa con gare sportive ed esibizioni di gruppi di danzatori e di coristi.
Ogni quattro anni si celebra la Jornada de convivencia a ricordo di quando per allargare in superficie le miniere di minerale di zinco vennero espropriate case e terreni di un intero quartiere di Reocín e 3000 persone dovettero emigrare a Puente san Miguel e Torrelavega.